# Manfred Frank
Manfred Frank (Elberfeld, 22 de março de 1945) é um filósofo alemão, professor emérito de filosofia na Universidade de Tübingen. Seu trabalho enfoca o idealismo alemão, o romantismo e a filosofia da mente pelos conceitos de subjetividade e autoconsciência. Seu estudo de 950 páginas sobre o romantismo alemão, Unendliche Annäherung, foi descrito como "o estudo mais abrangente e completo do romantismo alemão antigo" e "certamente um dos livros mais importantes do pós-guerra sobre a história da filosofia alemã." Ele também escreveu longamente sobre filosofia analítica, hermenêutica e a recente filosofia francesa. pós-estruturalismo chamou de neo-estruturalismo.

## Biografia
Frank nasceu em Elberfeld, na Alemanha, e estudou filosofia na Universidade de Heidelberg com professores como Hans-Georg Gadamer, Karl Löwith, Ernst Tugendhat e Dieter Henrich. Depois de lecionar na Universidade de Düsseldorf, de 1971 a 1982, e na Universidade de Genebra, de 1982 a 1987, Frank aceitou um cargo em Tübingen, em 1987. Ele é um especialista em filosofia da literatura.

## Obra
O centro da pesquisa de Frank é o fenômeno da autoconfiança, no qual ele trabalha a partir de uma perspectiva histórica, sistemática e filosófica. Para Frank, as abordagens da filosofia analítica desempenham um papel importante. Aqui ele tenta mostrar que a autoconfiança escapa fundamentalmente a uma análise redutiva. Por outro lado, a argumentação de Frank se relaciona fortemente com as tradições do romantismo inicial e do idealismo alemão, particularmente de Novalis e Johann Gottlieb Fichte.
Ele criticou o movimento pós-estruturalista, o qual chamou de neoestruturalismo para distingui-lo como o grupo de pensadores franceses influenciados pelos eventos de maio de 1968, denunciando sua redução amoral do sujeito, a falta de ética e de comunicação adequada com os pensadores críticos alemães.
Sua "conversa fantasma entre Lyotard e Habermas" (Die Grenzen der Verständigung) de 1988 é um panfleto em defesa da ética do discurso de Jürgen Habermas. Christine Pries chamou o ensaio de Frank de "um livro irritante", em que Frank não teria levado a interpretação Kant de Lyotard a sério o suficiente, acusando-o erroneamente de autocontradições performativas e que enganou o leitor com erros fundamentais de tradução.

## Trabalhos selecionados

### Livros
Ele é autor de vários livros publicados em alemão, francês e inglês, incluindo:
- The Philosophical Foundations of Early German Romanticism. Albany, NY: State University of New York Press, 2004. ISBN 1-4175-7576-X
- The Subject and the Text: Essays on Literary Theory and Philosophy.  Cambridge, U.K. & New York : Cambridge University Press, 1997. ISBN 0-511-00513-XISBN 0-511-00513-X
- What Is Neostructuralism? Minneapolis : University of Minnesota Press, 1989. ISBN 0-8166-1599-3ISBN 0-8166-1599-3
- Das Problem "Zeit" in der deutschen Romantik ; Zeitbewusstsein und Bewusstsein von Zeitlichkeit in der frühromantischen Philosophie und in Tiecks Dichtung. Paderborn : Winkler Verlag, 1972, 1990. ISBN 978-3-538-07804-8ISBN 978-3-538-07804-8
- L'ultime raison du sujet. Arles, France : Actes Sud, 1988. ISBN 2-86869-204-4ISBN 2-86869-204-4
- Einführung in die frühromantische Ästhetik. Vorlesungen Frankfurt a. M.: Suhrkamp (es 1563), 1989
- Selbstbewußtsein und Selbsterkenntnis: Essays zur analytischen Philosophie der Subjektivität. Stuttgart: Reclam, 1991
- "Unendliche Annäherung". Die Anfänge der philosophischen Frühromantik. Frankfurt a. M.: Suhrkamp (stw 1328), 1997
- Auswege aus dem deutschen Idealismus. Frankfurt a. M.: Suhrkamp (stw 1851), 2007
- Natura e Spirito. Lezioni sulla filosofia di Schelling., a cura di Emilio Carlo Corriero, Torino, Rosenberg & Sellier, 2010

### Artigos
- "The World as Will and Representation: Deleuze's and Guattari's Critique of Capitalism as Schizo-Analysis and Schizo-Discourse". Telos 57 (Fall 1983). New York: Telos Press.
- ‘Non-objectal Subjectivity’, Journal of Consciousness Studies 14: 5-6, 152-173, May / June 2007.
- "Qu’est-ce qu’un texte littéraire et que signifie sa compréhension?", in Revue Internationale de Philosophie, vol. 41, nº 162/163 (3-4), « Philosophie de la Littérature », 1987, p. 378-397. Tradução parcial de artigo publicado em alemão. (online).